# Fenestrulina reticulata
Fenestrulina reticulata är en mossdjursart som beskrevs av Powell 1967. Fenestrulina reticulata ingår i släktet Fenestrulina och familjen Microporellidae. Inga underarter finns listade i Catalogue of Life.